# Jeong Ji-hae
Dans ce nom coréen, le nom de famille, Jeong, précède le nom personnel.
Jeong Ji-hae est considéré comme la première personne à avoir mené des fouilles archéologiques en Corée (période Joseon) en 1748.
Jeong est le père d'un gouverneur de Jinju. Intéressé par l'histoire, il mène en 1748 les fouilles de six anciennes tombes datées de la dynastie Goryeo (918-1392). Il échoue cependant à prouver que les personnes enterrées étaient ses ancêtres directs. Kim Wonyong considère les recherches de Jeong comme les premières fouilles archéologiques en Corée.